# Tipula (Savtshenkia) venerabilis
Tipula (Savtshenkia) venerabilis is een tweevleugelige uit de familie langpootmuggen (Tipulidae). De soort komt voor in het Oriëntaals gebied.